# Чередниченко, Иван Антонович
Иван Антонович Чередниченко (10.09.1910 — 27.03.1945) — советский военнослужащий, участник Великой Отечественной войны, Герой Советского Союза.

## Биография
Родился в селе Песчаный Брод ныне Александрийского района Кировоградской области в семье крестьянина. Украинец. Член КПСС с 1939 года.
Окончил 7 классов школы. Работал в карьере по добыче камня. С 1932 года проживал в Ленинграде, позже переехал в Иваново. В Красной Армии с 1933 года, служил на Дальнем Востоке. В 1938 окончил военно-политические курсы.
Начал воевать в ноябре 1941, в обороне Москвы. Будучи военным комиссаром батареи 112-го артиллерийского полка 112-й танковой дивизии, политрук Чередниченко в боях у деревни Малеево (Каширский район Московской области) огнём из ручного пулемёта сбил вражеский самолёт, уничтожил две миномётные точки и несколько гитлеровцев, за что получил орден Красного Знамени.
С весны 1942 по июль 1943 — в составе 413-й дивизии (50-я армия). Находясь на должности заместителя командира полка по политической части в марте 1943 года, заменил выбывшего из строя командира. Полк под командованием майора Чередниченко в ходе Ржевско-Вяземской операции освободил населённые пункты Кавказ, Сафроновка, Долгое, Старое Калугово (все — Мосальский район Калужской области) и захватил господствующую высоту. За умелое командование полком и выполнение боевой задачи Чередниченко был награждён вторым орденом Красного Знамени.
В июле 1943 года Чередниченко направлен во вновь формируемую 212-ю стрелковую дивизию на должность заместителя командира 369-го стрелкового полка по политической части. Участвовал в Орловской наступательной операции, воевал на Центральном, 2-м и 1-м Белорусских, 3-м и 1-м Прибалтийских фронтах. За участие в Рижской наступательной операции награждён орденом Отечественной войны 1-й степени.
В декабре 1944 года 61-я армия, в состав которой входила 212-я стрелковая дивизия, вновь была переброшена на 1-й Белорусский фронт. С января 1945 года вела активные боевые действия в Варшавско-Познанской и Восточно-Померанской стратегических операциях.
27 марта 1945 года Чередниченко, будучи заместителем командира 369-го стрелкового полка по политической части (212-я стрелковая дивизия, 61-я армия, 1-й Белорусский фронт) участвовал в подборе и подготовке штурмовых групп, выводил их на исходный рубеж на правом берегу Одера для штурма города Альтдамм (ныне в черте города Щецин, Польша).
27 марта 1945 года в бою за населённый пункт Швабах (восточный берег Одера) майор Чередниченко погиб.
Звание Героя Советского Союза присвоено 15 мая 1946 посмертно.
Похоронен: Польша, Щецинское воеводство, повят Старгардский, Старгард, предместье, ул. Реймонта, международное кладбище.

## Награды
- Медаль «Золотая Звезда» (15.05.1946);
- орден Ленина (15.05.1946);
- орден Красного Знамени (31.01.1942);
- орден Красного Знамени (02.04.1943);
- орден Отечественной войны 1 степени (31.10.1944);
- орден Богдана Хмельницкого 2 степени (январь 1945);
- медаль «За боевые заслуги»;
- медаль «За оборону Москвы».